# The Boys of Summer
The Boys of Summer ist ein Lied des US-amerikanischen Rockmusikers Don Henley aus dem Jahr 1984.

## Entstehung und Veröffentlichung
Geschrieben und produziert wurde das Lied vom Interpreten selbst, zusammen mit Mike Campbell. Bei der Produktion bekamen die beiden Unterstützung durch Danny Kortchmar und Greg Ladanyi.
Die Erstveröffentlichung von The Boys of Summer erfolgte als Single am 29. Oktober 1984 bei Geffen Records. Diese erschien als 7″-Single (Katalognummer: A 4945) und 12″-Maxi-Single (Katalognummer: A 12.4945) mit je der B-Seite A Month of Sundays. Am 19. November 1984 erschien das Lied als Teil von Don Henleys zweiten Soloalbum Building the Perfect Beast (Katalognummer: GHS 24026).

## Inhalt
Der Text handelt von der Erinnerung an eine verlorene Liebe („I never will forget those nights, I wonder if it was a dream. Remember how you made me crazy, remember how I made you scream. Well, I don't understand what happened to our love.“), die der Erzähler wider besseres Wissen („those days are gone forever“, „don't look back, you can never look back“) nicht vergessen kann („I still see you, your brown skin shining in the sun“). Er verspricht, er werde noch immer auf sie warten, wenn der Sommer vorbei ist („I can tell you, my love for you will still be strong after the boys of summer have gone“). Der „Sommer“ dürfte dabei als Metapher für vergängliches Glück und Jugend zu verstehen sein. Zudem werden als „boys of summer“ in der US-amerikanischen Kultur die Baseballspieler der Big League bezeichnet, da sie im Herbst und Winter nicht spielen. Für den Erzähler bedeuten sie daher nur eine vorübergehende Konkurrenz bei seiner Angebeteten, sodass ihm letztlich die Hoffnung bleibt, sie zurückzugewinnen.
Im Jahr 1987 erläuterte Henley in einem Interview mit dem Rolling Stone, dass das Hauptthema des Liedes die verlorene Jugend sei, welches auch in den Liedern The End of the Innocence und Taking You Home wiederkehrt.

## Musikvideo
Die Regie des Musikvideos führte Jean-Baptiste Mondino. Das Video wurde mit Schwarzweißfotografie gedreht und zeigt Don Henley, einen kleinen Jungen und einen Jugendlichen. Während man die Zeile „a little voice inside my head said don't look back, you can never look back“ hört, sieht man drei Personen (zwei im Hintergrund und eine vorne), vorher waren nur zwei Personen im Hintergrund zu sehen. Der Junge im Video (gespielt von Josh Paul) ähnelt Henley in gewisser Weise, da Henley ebenfalls Linkshänder ist. Die Szene, in der der Junge hochspringt, wurde durch eine Szene aus dem Film Olympia ersetzt. In einer Schlussblende wird die postmoderne Aufdeckung von Henleys eigener Arbeit als ironischer Ausdruck realisiert – sah man den Sänger zuvor auf einem fahrenden Auto, so sieht man diese Einstellung nun als Projektion auf einer Leinwand, von dem sich ein Auto entfernt, an dessen Steuer wiederum Henley sitzt.
Das Musikvideo wurde bei den MTV Video Music Awards 1985 in der Kategorie Video of the Year ausgezeichnet. Seit der Wiedervereinigung der Band gehört es zum Liverepertoire der Eagles.

## Rezeption
Henley gewann für das Lied einen Grammy in der Kategorie „Beste männliche Gesangsdarbietung - Rock“ im Jahr 1986.
In der Rolling-Stone-Liste 500 beste Songs aller Zeiten erreicht dieser Song derzeit Platz 423.

## Kommerzieller Erfolg

### Chartplatzierungen
| ChartsChartplatzierungen       | Höchstplatzierung | Wochen |
| ------------------------------ | ----------------- | ------ |
| Deutschland (GfK)              | 8 (12 Wo.)        | 12     |
| Vereinigte Staaten (Billboard) | 5 (22 Wo.)        | 22     |
| Vereinigtes Königreich (OCC)   | 12 (22 Wo.)       | 22     |

| ChartsJahrescharts (1984)      | Platzierung |
| ------------------------------ | ----------- |
| Vereinigte Staaten (Billboard) | 53          |

### Auszeichnungen für Musikverkäufe
| Land/Region                  | Auszeichnungen für Musikverkäufe (Land/Region, Auszeichnung, Verkäufe) | Verkäufe  |
| ---------------------------- | ---------------------------------------------------------------------- | --------- |
| Dänemark (IFPI)              | Gold                                                                   | 45.000    |
| Deutschland (BVMI)           | Gold                                                                   | 300.000   |
| Neuseeland (RMNZ)            | 4× Platin                                                              | 120.000   |
| Vereinigtes Königreich (BPI) | Platin                                                                 | 600.000   |
| Insgesamt                    | 2× Gold · 5× Platin ·                                                  | 1.065.000 |

## Coverversionen (Auswahl)
Das Lied wurde von den unterschiedlichsten Interpreten gecovert, darunter:
- 1995: Skin of Tears
- 1996: Good Riddance
- 2002: Russ Freeman
- 2002: DJ Sammy[16]
- 2003: Anne Haigis
- 2003: The Ataris
- 2005: Eagles (Liveversion)
- 2006: Paul Young
- 2006: Espen Lind, Kurt Nilsen, Alejandro Fuentes & Askil Holm
- 2007: The Hooters
- 2012: Night Ranger (Live and Acoustic)
- 2015: No Carrier
- 2015: Roadkill Ghost Choir
- 2020: Bat For Lashes
- 2022: Serious Black[17]